# Campeonato Femenino Sub-20 de la OFC 2017
El Campeonato Femenino Sub-20 de la OFC 2017 fue la octava edición de dicho torneo. Se disputó en Nueva Zelanda entre el 11 de julio y el 24 de julio. Participaron seis selecciones: Fiyi, Nueva Caledonia, Nueva Zelanda, Papúa Nueva Guinea, Samoa y Tonga. Las selecciones de Samoa Americana, Islas Cook, Islas Salomón, Tahití y Vanuatu no participaron del torneo. El torneo se jugó en formato round-robin.

## Clasificación
| Equipo             | Pts | PJ | PG | PE | PP | GF | GC | Dif |
| ------------------ | --- | -- | -- | -- | -- | -- | -- | --- |
| Nueva Zelanda      | 15  | 5  | 5  | 0  | 0  | 48 | 1  | 47  |
| Fiyi               | 10  | 5  | 3  | 1  | 1  | 12 | 14 | -2  |
| Papúa Nueva Guinea | 7   | 5  | 2  | 1  | 2  | 14 | 17 | -3  |
| Nueva Caledonia    | 6   | 5  | 2  | 0  | 3  | 5  | 22 | -17 |
| Samoa              | 3   | 5  | 0  | 3  | 2  | 4  | 11 | -7  |
| Tonga              | 1   | 5  | 0  | 1  | 4  | 2  | 21 | -18 |

## Resultados
| 11 de julio de 2017, 10:00hs (GMT+12) | Nueva Zelanda | 12:0 (4:0) | Papúa Nueva Guinea | Ngahue Reserve (Campo 2), Auckland                       |                                                          |
|                                       | H. Blake 16', 45', 87', 89' · S. Tawharu 30', 90' (pen.) · J. Hand 45' · D. Stevens 52', 69', 78' · E. Main 54', 67' | Reporte    |                    | Asistencia: 200 espectadores Árbitro(s): Tapaita Lelenga | Asistencia: 200 espectadores Árbitro(s): Tapaita Lelenga |

| 11 de julio de 2017, 12:30hs (GMT+12) | Tonga | 0:4 (0:2) | Fiyi                                                 | Ngahue Reserve (Campo 2), Auckland                  |                                                     |
|                                       |       | Reporte   | 30', 65' C. Nasau · 45', 56' (pen.) L. Tamanitoakula | Asistencia: 150 espectadores Árbitro(s): Rani Perry | Asistencia: 150 espectadores Árbitro(s): Rani Perry |

| 11 de julio de 2017, 15:00hs (GMT+12) | Nueva Caledonia | 1:0 (0:0) | Samoa | Ngahue Reserve (Campo 2), Auckland                      |                                                         |
|                                       | A. Wenessia 53' | Reporte   |       | Asistencia: 100 espectadores Árbitro(s): Nadia Browning | Asistencia: 100 espectadores Árbitro(s): Nadia Browning |

| 14 de julio de 2017, 10:00hs (GMT+12) | Fiyi         | 1:9 (0:5) | Nueva Zelanda                                                                                           | Ngahue Reserve (Campo 2), Auckland                       |                                                          |
|                                       | C. Nasau 65' | Reporte   | 5', 56' H. Blake · 7', 83' D. Stevens · 13' J. Hand · 20' M. Foster · 40' E. Main · 70', 72' S. Tawharu | Asistencia: 150 espectadores Árbitro(s): Tapaita Lelenga | Asistencia: 150 espectadores Árbitro(s): Tapaita Lelenga |

| 14 de julio de 2017, 12:30hs (GMT+12) | Papúa Nueva Guinea                                               | 7:0 (2:0) | Nueva Caledonia | Ngahue Reserve (Campo 2), Auckland                     |                                                        |
|                                       | J. Maiyosi 30', 88' · N. Ageva 44', 60', 66', 70' · R. Padio 49' | Reporte   |                 | Asistencia: 100 espectadores Árbitro(s): Morgan Archer | Asistencia: 100 espectadores Árbitro(s): Morgan Archer |

| 14 de julio de 2017, 15:00hs (GMT+12) | Samoa                   | 1:1 (1:0) | Tonga       | Ngahue Reserve (Campo 2), Auckland                    |                                                       |
|                                       | S. Talasinga 64' (a.g.) | Reporte   | 88' S. Lutu | Asistencia: 100 espectadores Árbitro(s): Torika Delai | Asistencia: 100 espectadores Árbitro(s): Torika Delai |

| 17 de julio de 2017, 10:00hs (GMT+12) | Papúa Nueva Guinea                               | 4:1 (2:1) | Tonga      | Ngahue Reserve (Campo 2), Auckland                      |                                                         |
|                                       | S. Unamba 26' · R. Padio 40', 51' · N. Ageva 88' | Reporte   | 7' M. Kafa | Asistencia: 150 espectadores Árbitro(s): Nadia Browning | Asistencia: 150 espectadores Árbitro(s): Nadia Browning |

| 17 de julio de 2017, 12:30hs (GMT+12) | Nueva Caledonia | 0:12 (0:7) | Nueva Zelanda | Ngahue Reserve (Campo 2), Auckland                  |                                                     |
|                                       |                 | Reporte    | 14', 45', 88' S. Tawharu · 15' N. Mettam · 20', 42' D. Jackson · 20', 25', 55' E. Main · 50' D. Stevens · 80' M. Foster · 83' G. Jale | Asistencia: 150 espectadores Árbitro(s): Rani Perry | Asistencia: 150 espectadores Árbitro(s): Rani Perry |

| 17 de julio de 2017, 15:00hs (GMT+12) | Samoa                       | 2:2 (0:0) | Fiyi                                | Ngahue Reserve (Campo 2), Auckland                     |                                                        |
|                                       | H. Malaki 61' · S. Fiso 63' | Reporte   | 54' C. Nasau · 90' L. Tamanitoakula | Asistencia: 100 espectadores Árbitro(s): Morgan Archer | Asistencia: 100 espectadores Árbitro(s): Morgan Archer |

| 21 de julio de 2017, 10:00hs (GMT+12) | Nueva Zelanda                                                                        | 6:0 (2:0) | Samoa | Ngahue Reserve (Campo 2), Auckland                    |                                                       |
|                                       | S. Tawharu 21', 70' · G. Jale 30' · M. Ah Ki 56' (a.g.) · E. Main 67' · H. Blake 82' | Reporte   |       | Asistencia: 200 espectadores Árbitro(s): Torika Delai | Asistencia: 200 espectadores Árbitro(s): Torika Delai |

| 21 de julio de 2017, 12:30hs (GMT+12) | Tonga       | 1:3 (1:3) | Nueva Caledonia                                 | Ngahue Reserve (Campo 2), Auckland                     |                                                        |
|                                       | M. Kafa 28' | Reporte   | 10' A. Wenessia · 12' O. Forest · 21' M. Palene | Asistencia: 100 espectadores Árbitro(s): Morgan Archer | Asistencia: 100 espectadores Árbitro(s): Morgan Archer |

| 21 de julio de 2017, 15:00hs (GMT+12) | Fiyi                                        | 3:2 (1:0) | Papúa Nueva Guinea            | Ngahue Reserve (Campo 2), Auckland                       |                                                          |
|                                       | L. Tamanitoakula 36', 55' · A. Diranuve 66' | Reporte   | 56' N. Ageva · 64' J. Maiyosi | Asistencia: 100 espectadores Árbitro(s): Tapaita Lelenga | Asistencia: 100 espectadores Árbitro(s): Tapaita Lelenga |

| 24 de julio de 2017, 10:00hs (GMT+12) | Tonga | 0:9 (0:5) | Nueva Zelanda                                                                                                   | Ngahue Reserve (Campo 2), Auckland                  |                                                     |
|                                       |       | Reporte   | 9' H. Blake · 13', 19', 20', 37' E. Main · 77' D. Jackson · 84' M. Foster · 89' G. Jale · 90' (a.g.) A. Tahitua | Asistencia: 250 espectadores Árbitro(s): Rani Perry | Asistencia: 250 espectadores Árbitro(s): Rani Perry |

| 24 de julio de 2017, 12:30hs (GMT+12) | Fiyi                      | 2:1 (2:0) | Nueva Caledonia  | Ngahue Reserve (Campo 2), Auckland                   |                                                      |
|                                       | L. Tamanitoakula 35', 39' | Reporte   | 55' I. Hnaweongo | Asistencia: 100 espectadores Árbitro(s): N. Browning | Asistencia: 100 espectadores Árbitro(s): N. Browning |

| 24 de julio de 2017, 15:00hs (GMT+12) | Samoa         | 1:1 (1:1) | Papúa Nueva Guinea | Ngahue Reserve (Campo 2), Auckland                     |                                                        |
|                                       | H. Malaki 45' | Reporte   | 41' N. Ageva       | Asistencia: 250 espectadores Árbitro(s): Morgan Archer | Asistencia: 250 espectadores Árbitro(s): Morgan Archer |

| Bandera de Nueva Zelanda |
| Campeón Nueva Zelanda    |
| 6º título                |

## Clasificada
Selección clasificada a la Copa Mundial Femenina de Fútbol Sub-20 de 2018
| Bandera de Nueva Zelanda |
| Nueva Zelanda            |

## Premios
Los siguientes premios se otorgaron al finalizar el torneo:
| Premio                 | Jugadora            |
| ---------------------- | ------------------- |
| Balón de Oro           | Luisa Tamanitoakula |
| Bota de Oro            | Emma Main           |
| Guantes de Oro         | Ateca Tuwa          |
| Premio al juego limpio | Nueva Zelanda       |

## Máximas goleadoras
Máximas goleadoras
| Emma Main                                   | Nueva Zelanda      | 11 |
| Samantha Tawharu                            | Nueva Zelanda      | 9  |
| Hannah Blake                                | Nueva Zelanda      | 8  |
| Luisa Tamanitoakula                         | Fiyi               | 7  |
| Nicollete Ageva                             | Papúa Nueva Guinea | 7  |
| Dayna Stevens                               | Nueva Zelanda      | 6  |
| Cema Nasau                                  | Fiyi               | 4  |
| Michaela Foster                             | Nueva Zelanda      | 3  |
| Deven Jackson                               | Nueva Zelanda      | 3  |
| Grace Jale                                  | Nueva Zelanda      | 3  |
| Jacklyn Maiyosi                             | Papúa Nueva Guinea | 3  |
| Ramona Padio                                | Papúa Nueva Guinea | 3  |
| Alice Wenessia                              | Nueva Caledonia    | 2  |
| Jacqui Hand                                 | Nueva Zelanda      | 2  |
| Hunter Malaki                               | Samoa              | 2  |
| Mele Kafa                                   | Tonga              | 2  |
| Asenaca Diranuve                            | Fiyi               | 1  |
| Oceane Forest                               | Nueva Caledonia    | 1  |
| Isabelle Hnaweongo                          | Nueva Caledonia    | 1  |
| Marie-Laure Palene                          | Nueva Caledonia    | 1  |
| Nicole Mettam                               | Nueva Zelanda      | 1  |
| Selina Unamba                               | Papúa Nueva Guinea | 1  |
| Shalom Fiso                                 | Samoa              | 1  |
| Seini Lutu                                  | Tonga              | 1  |
| Última actualización: 29 de octubre de 2017 |                    |    |